# ديانا أورتيز
ديانا أورتيز (بالإنجليزية: Dianna Ortiz)‏ هي ناشطة حقوق الإنسان وراهبة أمريكية، ولدت في 1958 في نيومكسيكو في الولايات المتحدة.